# Bobsleje na Zimowych Igrzyskach Olimpijskich 1956
Bobsleje na Zimowych Igrzyskach Olimpijskich 1956 odbyły się w dniach 27 stycznia – 4 lutego 1956 roku na torze Pista Olimpica di Bob – Eugenio Monti. Zawodnicy walczyli w dwójkach mężczyzn i czwórkach mężczyzn.

## Dwójki
| M  | Drużyna             | Zawodnicy                            | I przejazd | II przejazd | III przejazd | IV przejazd | Czas łączny |
| -- | ------------------- | ------------------------------------ | ---------- | ----------- | ------------ | ----------- | ----------- |
| 1  | Włochy 1            | Lamberto Dalla Costa Giacomo Conti   | 1.22.00    | 1.22.45     | 1.22.95      | 1.22.74     | 5.30.14     |
| 2  | Włochy 2            | Eugenio Monti Renzo Alverà           | 1.22.73    | 1.22.53     | 1.23.37      | 1.22.82     | 5.31.45     |
| 3  | Szwajcaria 1        | Max Angst Harry Warburton            | 1.24.71    | 1.23.81     | 1.24.27      | 1.24.67     | 5.37.46     |
| 4  | Hiszpania 1         | Alfonso de Portago Vicente Sartorius | 1.24.81    | 1.23.77     | 1.24.03      | 1.24.99     | 5.37.60     |
| 5  | Stany Zjednoczone 1 | Waightman Washbond Piet Biesiadecki  | 1.24.82    | 1.24.15     | 1.24.78      | 1.24.41     | 5.38.16     |
| 6  | Stany Zjednoczone 2 | Arthur Tyler Edgar Seymour           | 1.25.41    | 1.23.77     | 1.24.44      | 1.26.46     | 5.40.08     |
| 7  | Szwajcaria 2        | Franz Kapus Heinrich Angst           | 1.24.74    | 1.24.50     | 1.24.70      | 1.26.17     | 5.40.11     |
| 8  | Niemcy 2            | Andreas Ostler Hans Hohenester       | 1.24.63    | 1.24.89     | 1.25.07      | 1.25.54     | 5.40.13     |
| –  | –                   | –                                    | –          | –           | –            | –           | –           |
| 16 | Polska 1            | Stefan Ciapała Aleksander Habela     | 1.27.70    | 1.26.49     | 1.26.24      | 1.25.92     | 5.46.35     |
| 19 | Polska 2            | Aleksy Konieczny Zbigniew Skowroński | 1.27.21    | 1.27.23     | 1.27.87      | 1.28.54     | 5.50.85     |

Data: 27–28.01.1956

## Czwórki
| M  | Drużyna             | Zawodnicy                                                                 | I przejazd | II przejazd | III przejazd | IV przejazd | Czas łączny |
| -- | ------------------- | ------------------------------------------------------------------------- | ---------- | ----------- | ------------ | ----------- | ----------- |
| 1  | Szwajcaria 1        | Franz Kapus Gottfried Diener Robert Alt Heinrich Angst                    | 1.18.00    | 1.17.19     | 1.17.09      | 1.18.16     | 5.10.44     |
| 2  | Włochy 2            | Eugenio Monti Ulrico Girardi Renzo Alverà Renato Mocellini                | 1.17.69    | 1.17.97     | 1.18.13      | 1.18.31     | 5.12.10     |
| 3  | Stany Zjednoczone 1 | Arthur Tyler William Dodge Charles Butler James Lamy                      | 1.17.75    | 1.17.87     | 1.18.25      | 1.18.52     | 5.12.39     |
| 4  | Szwajcaria 2        | Max Angst Albert Gartmann Harry Warburton Rolf Gerber                     | 1.17.41    | 1.17.85     | 1.18.68      | 1.20.33     | 5.14.27     |
| 5  | Włochy1             | Dino De Martin Giovanni De Martin Giovanni Tabacchi Carlo Da Prà          | 1.18.10    | 1.18.65     | 1.18.50      | 1.19.41     | 5.14.66     |
| 6  | Niemcy 1            | Hans Rösch Michael Pössinger Lorenz Nieberl Silvester Wackerle            | 1.18.61    | 1.19.04     | 1.19.43      | 1.20.94     | 5.18.02     |
| 7  | Austria 2           | Kurt Loserth Wilfred Thurner Karl Schwarzböck Frank Dominik               | 1.19.37    | 1.19.12     | 1.20.08      | 1.19.72     | 5.18.29     |
| 8  | Niemcy 2            | Franz Schelle Jakob Nirschel Hans Henn Edmund Koller                      | 1.19.03    | 1.18.84     | 1.19.31      | 1.21.32     | 5.18.50     |
| –  | –                   | –                                                                         | –          | –           | –            | –           | –           |
| 15 | Polska              | Stefan Ciapała Aleksander Habela Jerzy Olesiak Józef Szymański            | 1.19.95    | 1.20.25     | 1.21.10      | 1.22.19     | 5.23.49     |
| 21 | Polska              | Aleksy Konieczny Zygmunt Konieczny Zbigniew Skowroński Włodzimierz Źróbik | ?          | ?           | ?            | ?           | ?           |

Data: 2–3.02.1956